# Embryo Lake
Embryo Lake är en sjö i Kanada.   Den ligger i Kenora District och provinsen Ontario, i den sydöstra delen av landet, 1 500 km väster om huvudstaden Ottawa. Embryo Lake ligger 388 meter över havet. Arean är 5,9 kvadratkilometer. Den sträcker sig 3,9 kilometer i nord-sydlig riktning, och 4,4 kilometer i öst-västlig riktning.
I omgivningarna runt Embryo Lake växer i huvudsak barrskog. Trakten runt Embryo Lake är nära nog obefolkad, med mindre än två invånare per kvadratkilometer.